# Alvinnn!!! und die Chipmunks
Alvinnn!!! und die Chipmunks (Original Alvinnn!!! and the Chipmunks) ist eine computeranimierte Fernsehserie, die seit 2015 ausgestrahlt wird. Ihre Premiere feierte die Serie am 30. März 2015 im französischen Fernsehsender M6. Im deutschen Fernsehen läuft die Serie seit dem 26. Juni 2015 auf Super RTL.

## Handlung
David „Dave“ Seville lebt mit seinen sechs Adoptivkindern, den Chipmunks Alvin, Theodore und Simon, und den Chipettes Jeanette, Brittany und Eleanor, in seinem Haus. Im Laufe der Episoden wird Dave immer wieder von zahlreichen alltäglichen Problemen, die nicht selten von Alvin, Theodore und Simon ausgelöst werden, konfrontiert, die ihn an den Rand der Verzweiflung bringen. Trotz allem hat er seine Kinder jedoch sehr lieb.
Auffällig an Dave sind seine Probleme mit der Technik. Zudem spielen Mobbing in der Schule, Freundschaft und Liebe eine wichtige Rolle in der Serie.

## Produktion
Die Serie besteht aus bisher 104 Episoden, die jeweils 11 Minuten lang sind. Im Oktober 2016 wurde eine dritte und eine vierte Staffel angekündigt. 2018 wurde die Serie um eine fünfte Staffel und im November 2019 um eine sechste und siebte Staffel erweitert.

## Synchronisation
Die deutsche Synchronfassung entstand bei SDI Media Germany in Berlin unter der Regie und nach einem Dialogbuch von Heinz Burghardt. Die Liedtexte schrieb Ralf Vornberger und die musikalische Leitung lag bei Achim Götz.
| Rolle    | englische Stimme | deutsche Stimme    |
| -------- | ---------------- | ------------------ |
| Alvin    | Ross Bagdasarian | Henning Nöhren     |
| Theodore | Janice Karman    | Tobias Schmidt     |
| Simon    | Ross Bagdasarian | Jaron Löwenberg    |
| Dave     | Ross Bagdasarian | Peter Flechtner    |
| Jeanette | Janice Karman    | Shanti Chakraborty |
| Eleanor  | Vanessa Chambers | Anja Rybiczka      |
| Brittany | Janice Karman    | Esra Vural         |